# Probuďte se!
Probuďte se! (v anglickém originále Awake!) je ilustrovaný časopis, vydávaný jednou za 2 měsíce. Je rozšiřován pouze na ulicích nebo při návštěvách domácností, vydává ho Biblická a traktátní společnost Strážná věž (Watchtower Bible and Tract Society) a Mezinárodní sdružení badatelů Bible (International Bible Students Association), nestátní neziskové organizace, právní nástroje jednající ve prospěch Svědků Jehovových. Časopis je tištěn na mnoha místech světa. Česká verze se tiskne v německém Selters. Jedna z vydavatelských částí sídlí např. v osadě Wallkill v okrese Ulster, v USA. Dbá se na to, aby byl ihned přeložen z angličtiny do dalších jazyků a vycházely tak všechny jazykové lokalizace simultánně. Patří k nejvíce vydávaným periodikům světa. Průměrný náklad je 93 354 000  výtisků a vychází v 225 jazycích.

## Historie
Časopis je vydáván nepřetržitě od roku 1919. Zpočátku pod názvem Zlatý věk a později v době celosvětové ekonomické krize a diktátorských režimů známý jako Útěcha. Od srpna 1946 již trvale s jménem Probuďte se! Do roku 2006 vycházel časopis Probuďte se! dvakrát měsíčně.

## Účel a obsah časopisu
Redakce Probuďte se! uvádí, že „Tento časopis slouží k poučení celé rodiny“. Články v něm rozebírají „otázky náboženství i vědy“. Přesto vydavatelé tvrdí, že „jde mnohem dál, proniká pod povrch a ukazuje na hlubší význam událostí v současném světě“. Dalšími tématy, kterými se zabývá „je jak je možné řešit dnešní problémy“. Přináší „novinky z mnoha zemí světa“ a popisuje zkušennosti a životní dráhu různých lidí. Vydavatelé též dbají na to, aby byl vždy „politicky neutrální a nedělal žádné rasové nebo jiné rozdíly mezi lidmi“. Účelem časopisu je však více, „především povzbuzuje k důvěře ve Stvořitelův slib, že současný ničemný a nezákonný systém věcí bude brzy nahrazen pokojným novým světem.“
Obvykle se v něm používají citáty“ ze Svatého Písma – Překladu nového světa (se studijními poznámkami). V případě vhodnější nebo srozumitelnější překladové varianty jsou použity jiné běžné překlady Bible.
Publikaci je možné získat „díky dobrovolným darům“ v rámci celosvětového biblického vzdělávání.